# Sazo
Der Sazo, auch Saffo, war ein italienisches Gewichtsmaß in Venedig und Ragusa. Er war ein Seidengewicht, auch für Nähseide.
- 1 Sazo = 22 Carati[2]

Eine Maßkette war:
- 1 Libbra/Pfund = 12 Unce/Unze = 72 Sazi/Sazzi/Saggi[3]=1485 Carati[4] = 307,4406 Gramm[5]

- 1 Oncia = 6 Sazi
- 1 Peso = 12 Sazi

Man unterschied in leichte (Peso sottile) und schwere Pfunde (Gran-Peso).
- Peso sottile  1 Sazo = 24 Carati = 4 1/6 Gramm
- Gran-Peso  1 Sazo = 32 Carati = 128 Grani = 6 7/11 Gramm